# Абу-ль-Хасан аль-Вахиди
Абу́-ль-Хаса́н Али́ ибн Ахма́д аль-Ва́хиди (араб. أبو الحسن علي بن أحمد الواحدي‎; ум. 1076, Нишапур) — исламский учёный-богослов, толкователь Корана и асбаб ан-нузуля, историк и языковед.

## Биография
Его полное имя: Абу-ль-Хасан Али ибн Ахмад ибн Мухаммад ибн Али ибн Муттая аль-Матуви ан-Найсабури аш-Шафии аль-Вахиди. Родился в Нишапуре. Происходил из семьи купцов из Саввы, которые первоначально были, вероятно, христианами. Высоко почитался как «учитель своего времени» (устад ’асрихи). Будучи мальчиком, он обучался адабу и синтаксису (нахв), посещал занятия в крупных юридических школах родного города. Позже он присоединился к толкователю Абу Исхаку ас-Са’лаби и ученикам шафиитского правоведа Абу-ль-Аббаса Асамма.
Из его учеников можно назвать аль-Майдани и Абд аль-Гафира аль-Фариси (1059—1135). Так же, как и другие учёные, он пользовался особой благосклонностью и защитой знаменитого сельджукского визиря Низам аль-Мулька, который в молодости вместе со своим братом посещал лекции аль-Вахиди.
Умер в Нишапуре в преклонном возрасте после продолжительной болезни в январе-феврале 1076 года.

## Сочинения
Среди сохранившихся работ аль-Вахиди, в первую очередь следует упомянуть шайх ат-тафсир и имам уляма ат-тавиль высоко почитаемые исследования Корана. По лекциям своего учителя Абу Тахир аз-Зияди (ум. 1019) написал сжатый филологический комментарий, который он озаглавил как «аль-Ваджиз фи маани аль-Куран аль-азим».
Перу аль-Вахиди принадлежат три сборника (маджмуат) по вопросам, касающимся тафсира Корана. До сих пор не известно, когда он начал и завершил свой обширный комментарий «ат-Тафсир аль-Басит». Особенно востребована была и до сих пор остаётся сочинение «Асбаб ан-нузуль», в котором он привёл обстоятельства ниспослания сур и аятов Корана. Как и его учитель ас-ас-Са’алаби, аль-Вахиди написал сочинение о военных походах пророка Мухаммеда — «Китаб аль-магази».